# Sierra Chica
Sierra Chica – miasto w Argentynie, w prowincji Buenos Aires, liczące ponad 3 tys. mieszkańców.